# أبو القسام الأردني
خالد مصطفى خليفة العاروري أو أبو القسام الأردني أو أبو أشرف أو أبو جبل، هو قيادي جهادي أردني من أصل فلسطيني وعضو في تنظيم القاعدة وكان أحد قادة تنظيم بيعة الإمام ثم نائب زعيم لتنظيم حراس الدين.

## حياته

صورة لخالد العاروري (أبو القسام) في صغره.

ولد خالد العاروري في 25 يوليو 1967 في رام الله بالضفة الغربية. نشأ في مدينة الزرقاء في الأردن وكان مواطنا أردنيا. وأثناء وجوده في الزرقاء التقى بأبي مصعب الزرقاوي ليسافر معه سنة 1989 إلى أفغانستان ويستقر فيها حتى عام 1992. خضع كل من الزرقاوي والعاروري لتدريب خاص في معسكرات تنظيم القاعدة في وزيرستان لمدة 45 يومًا، قبل استقرارهما في منطقة هراة الأفغانية، وخلال وجودهم في أفغانستان بمعسكر هراة، تزوج العاروري بإحدى شقيقات الزرقاوي.
من 29 مارس 1994 حتى مارس 1999، سُجن مع الزرقاوي في الأردن بتهمة تشكيل تنظيم بيعة الإمام. وبعد إطلاق سراحهما إثر عفوٍ ملكي، سافر الاثنان مرة أخرى إلى أفغانستان حيث أصبح العاروري قائدًا لمعسكر تدريب الزرقاوي الجهادي بالقرب من هراة.
تعرَّف العاروري لاحقًا على القيادي في تنظيم القاعدة سيف العدل سنة 1999 عندما عقد أبو مصعب الزرقاوي اجتماعات مع قيادة تنظيم القاعدة لتجنيده في صفوفهم، بعد افتتاح معسكره التدريبي بالقرب من هراة. وبحسب العدل، فإن الزرقاوي «كان يسافر مع خالد العاروري وسليمان درويش أبو الغادية».
بعد أن غادر الزرقاوي ورجاله أفغانستان في عام 2001، كان العاروري أحد مستشاري الدائرة المقربة الموثوق بهم للزرقاوي وأصبح أحد جهات الاتصال الرئيسية مع أنصار الإسلام في شمال العراق. عمل العاروري كقائد إمداد للزرقاوي وكان مسؤولاً عن معسكرات التدريب في شمال العراق. وشارك أيضًا في اجتماع مع أشخاص مقربين من الملا كريكار في أغسطس 2003 في طهران.[بحاجة لمصدر]
في 5 فبراير 2003، ورد ذكر العاروري باسم أبو أشرف في خطاب وزير الخارجية الأمريكي كولن باول أمام مجلس الأمن الدولي. بصفته أبو أشرف، تم عرضه على مخطط تنظيمي جزئي كان مرتبطًا بأربع خلايا تعمل في أوروبا. تم الاستشهاد بـ «الخلية السامة في المملكة المتحدة» و «الخلية الإسبانية» و «الخلية السامة الفرنسية» و «الخلية الإيطالية المحتملة». صرح المدير السابق للاستخبارات ومكافحة التجسس في وزارة الطاقة الأمريكية والمحارب المخضرم في وكالة المخابرات المركزية رولف موات لارسن أن «معلومات الوزير باول المستخدمة في هذا الجزء من الخطاب أثبتت أنها دقيقة في مسار الأحداث».

### اعتقاله في إيران
انتقل العاروري إلى إيران وكان أحد وسطاء الزرقاوي الرئيسيين هناك. في تحقيق مغربي في تفجيرات الدار البيضاء في مارس 2003، ظهر العاروري كممول للهجمات حيث أرسل 70 ألف دولار أمريكي إلى المغربي عزيز هماني. ليُعتقل لاحقًا في طهران.

### الإفراج عنه من قبل إيران
في مارس 2015، أفرجت إيران عن خالد العاروري مع قادة آخرين رفيعي المستوى في تنظيم القاعدة بمن فيهم سيف العدل وأبو الخير المصري وأبو محمد المصري مقابل الإفراج عن دبلوماسي إيراني احتجزته القاعدة.
في سبتمبر 2015، ذهب خالد العاروري إلى سوريا للعمل مع تنظيم القاعدة. وأكد وجوده هناك عام 2017، عندما أصدر تأبينًا لأبي الخير المصري. ظهر لاحقًا في فيديو بعنوان «عبادة الجهاد» نشرته مؤسسة شام رباط (الجناح الإعلامي لتنظيم حراس الدين) بتاريخ  20 نوفمبر 2020.

## مقتله
في 14 يونيو 2020، قتلت غارة أمريكية بطائرة مسيرة خالد العاروري وبلال الصنعاني أثناء تنقلهم بسيارة في إدلب بسوريا.